# Blériot-SPAD S.61
SPAD 61C1 (skrót od fr. Societe pour l'Aviation et ses Derives) – francuski dwupłatowy samolot myśliwski. Zaprojektowany i zbudowany w 1923 roku we francuskiej wytwórni lotniczej Blériot Aéronautique w Suresnes, budowany również na licencji w Polsce przez Centralne Warsztaty Lotnicze (CWL), później Państwowe Zakłady Lotnicze (PZL).

## Historia
W 1923 roku inż. André Herbemont zaprojektował dwupłatowy samolot myśliwski, otrzymał on oznaczenie SPAD 61C1; był on właściwie eksportową wersją samolotu myśliwskiego SPAD 81C1, który był w tym czasie podstawowym myśliwcem francuskiego lotnictwa. Prototyp samolotu oblatano 6 października 1923 roku.
Samolot SPAD 61C1, pomimo nowoczesnej sylwetki, podczas prób w locie ujawnił szereg braków: słabą wytrzymałość konstrukcyjną (zwłaszcza sztywność) i podatność na jej odkształcenia podczas akrobacji co doprowadzało m.in. do trudnego wyprowadzania z korkociągu. Cechy te były przyczyną wielu wypadków (urwania się płatów – ówcześnie określano to jako „odmaszerowanie płatów”). Niszczący współczynnik obciążenia konstrukcji wynosił zaledwie 6,5 zamiast wymaganego 12. M.in. na dopiero co sprowadzonym (nowym) tym samolocie do 4 Pułku Lotniczego samolocie zginął kpt. pil. Eugeniusz Guttmejer. Po serii katastrof (piloci latali bez spadochronów) zabroniono akrobacji na tym samolocie. Ostatecznie wycofano je z eskadr myśliwskich polskiego lotnictwa wojskowego w styczniu 1931 roku.
Samolot był czuły w sterowaniu. Jego reakcja na stery była miękka i przyjemna dla pilota – Spad „płynął” za sterem. Stąd miał (pośród doświadczonych pilotów) dobrą ocenę. Był w użyciu (okazjonalnie) aż do 1933 roku. Miał też bardzo dobrą prędkość wznoszenia. Kilku pilotów (m.in. pilot doświadczalny Jerzy Widawski) ustanowiło na nim rekordy wznoszenia. 
Pomimo braków i konstrukcyjnego niedopracowania podjęto produkcję seryjną samolotu. Zbudowano ok. 300 egzemplarzy, z czego 250 sprzedano do Polski. W lotnictwie francuskim nie były używane.

## Użycie samolotu w lotnictwie polskim

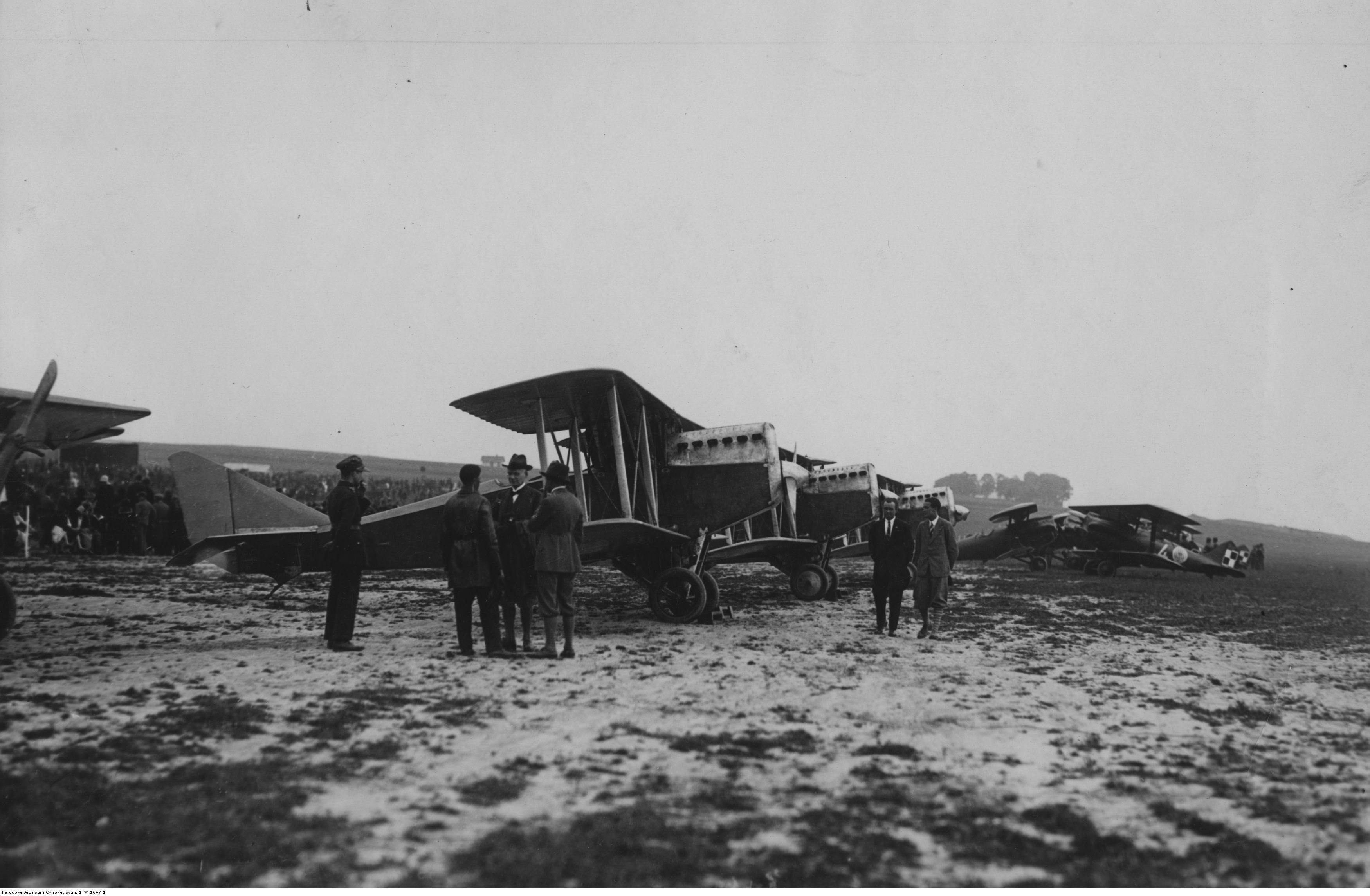
Samoloty Ansaldo A-300-4 (z lewej) i SPAD S.61 ze 111. Eskadry Myśliwskiej im. Tadeusza Kościuszki

W 1925 roku szef Departamentu Żeglugi Powietrznej Ministerstwa Spraw Wojskowych gen. bryg. Włodzimierz Zagórski podjął decyzję o zakupie (przez spółkę Francopol) m.in. 250 samolotów myśliwskich SPAD 61C1 oraz 50 samolotów SPAD 51C1, pomimo zauważonych braków w tym samolocie, gdyż wynikało to z trudnej sytuacji polskiego lotnictwa. Zakupiono także wtedy licencję na produkcję tego samolotu w Polsce.
Produkcję licencyjnej wersji samolotu SPAD 61C1 podjęła się spółka „Francopol” w Warszawie, która na podstawie umowy z ministerstwem zobowiązała się dostarczyć do 30 września 1926 roku 100 samolotów. Spółka ta jednak nie wywiązała się z tej umowy i wtedy przekazano prawa do tej licencji dla Centralnych Warsztatów Lotniczych (od roku 1928 przekształconych w Państwowe Zakłady Lotnicze), lecz również tam produkowano tylko 10 samolotów rocznie. W sumie do grudnia 1929 roku wyprodukowano tam 30 samolotów, w niektórych źródłach nazywanych PZL SPAD 61C1. W sumie więc w lotnictwie polskim znalazło się łącznie 280 samolotów SPAD 61C1.
Samoloty te kierowano od 1925 roku systematycznie do eskadr myśliwskich. Najpierw otrzymały je 113 i 114 eskadra z 11 pułku myśliwskiego, potem 111 (później zmieniono numer na 131) i 112 (132) eskadry 3 pułku lotniczego, 121 i 122 eskadra 1 pułku lotniczego oraz 123 (115) i 124 (116) eskadra 4 pułku lotniczego. Samoloty SPAD 61C1 znajdowały się na wyposażeniu 1 pułku lotniczego do 1927 roku, 11 pułku myśliwskiego do 1928 roku, 2 pułku lotniczego do 1930 roku i 3 i 4 pułku lotniczego do 1931 roku.
Ponieważ samoloty te ulegały często awariom w czasie lotów, a konstrukcja nie wytrzymywała przeciążeń i rozsypywała się w powietrzu, podjęto działania zmierzające do usunięcia tych awarii. W styczniu 1929 roku badania statyczne samolotu, zarówno egzemplarza wyprodukowanego w Polsce, jak i we Francji, potwierdziły słabość jego konstrukcji. Ograniczono wtedy zakres wykonywania na tych samolotach akrobacji i ewolucji. Podjęto również w Centralnych Warsztatach Lotniczych a później Polskich Zakładach Lotniczych próby jego modernizacji, lecz nie przyniosło to efektów. Prace modernizacyjne podjęto również w biurze konstrukcyjnym firmy Blériot Aéronautique, gdzie opracowano odmianę tego samolotu oznaczoną SPAD 61SES o nieco innej konstrukcji komory płatów od wersji C1. Zastosowano w nim mocniejszy silnik Lorraine-Dietrich 12EW o mocy 480 KM (353 kW) i śmigło metalowe typu Reed. Prace te jednak nie przyniosły większych efektów i nie wyszły poza próby prototypowe.
W związku z tym od 1929 roku zaczęto wycofywać samoloty SPAD 61C1 z jednostek liniowych i kierowano je do eskadr treningowych poszczególnych pułków lotniczych. Używano ich również do treningu pilotów w Centrum Wyszkolenia Oficerów Lotnictwa w Dęblinie, Szkole Strzelania i Bombardowania w Grudziądzu oraz w Centralnej Eskadrze Treningowej. W latach 1932–1934 wszystkie samoloty tego typu uległy kasacji.

## Opis techniczny samolotu SPAD 61C1

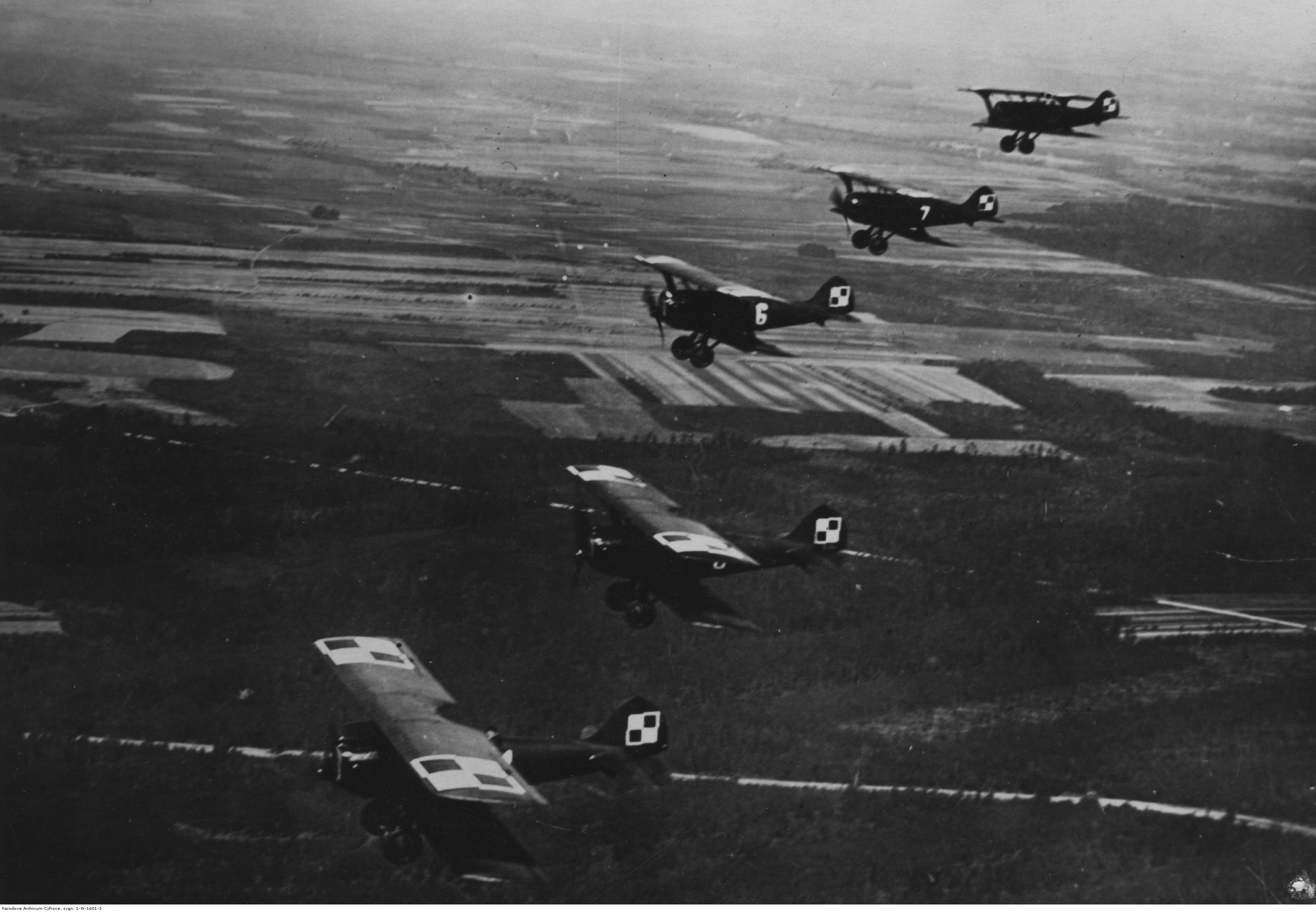
Samoloty myśliwskie SPAD 61 C

Samolot SPAD 61C1 był jednomiejscowym samolotem myśliwskim, dwupłatem o konstrukcji mieszanej, przeważnie drewnianej, kabina pilota odkryta. Podwozie klasyczne – stałe. Napęd stanowił silnik rzędowy w układzie cylindrów W, śmigło dwułopatowe, drewniane firmy Ratier lub Szomański.
Jego konstrukcja była zbliżona do konstrukcji samolotu myśliwskiego SPAD 51C1, tylko był nieco dłuższy i kadłub był smuklejszy. Różnił się także kształtem płatów, które były proste i wykonane całkowicie z drewna. Płaty pokryte były płótnem, przednią część stanowił keson ze sklejki. Lotki umieszczono na obu płatach. Komorę płatów usztywniono słupkami z rur stalowych oraz taśmami. Kadłub miał konstrukcję drewnianą, skorupową, pokrytą sklejką. Przód kadłuba w miejscu, gdzie zamontowano silnik miał konstrukcję metalową kratownicową, pokrycie z blachy duraluminiowej. Tuż za silnikiem mieściła się odkryta kabina pilota, a w przedniej dolnej i środkowej części kadłuba znajdował się zbiornik paliwa. Stanowił on fragment spodu kadłuba i istniała możliwość jego odrzucenia w locie w przypadku pożaru. Usterzenie wykonano z drewna, stateczniki pokryto sklejką, a stery płótnem. Podwozie miał stałe, dwugoleniowe z osią sztywną osłoniętą owiewką w celu zmniejszenia oporu. W podwoziu zastosowano golenie metalowe, amortyzatory ze sznura gumowego. Płoza ogonowa była amortyzowana półresorem piórkowym. Czołową chłodnicę cieczy zblokowano z silnikiem i wkomponowano w obrys kadłuba.